# 西尔维娅·瓦瑟泰尔-斯莫勒
西尔维娅·瓦瑟泰尔-斯莫勒（1932年—）是一位美国流行病学家，毕业于雪城大學和纽约大学，1969年参加工作，现为阿尔伯特·爱因斯坦医学院荣誉退休教授，其子乔丹·斯莫勒是一位精神病遗传学家。